# ГЕС Кан-Дон
ГЕС Кан-Дон (Cần Đơn) — гідроелектростанція у південній частині В'єтнаму. Знаходячись між ГЕС Тхак-Мо (вище за течією) та ГЕС Srok Phu Miêng, входить до складу каскаду на річці Бі, правій притоці Донг-Най (тече на цій ділянці у південному напрямку до злиття на околиці Хошиміна з річкою Сайгон, після чого під назвою Soài Rạp досягає Південнокитайського моря).
У розробці проєкту ГЕС брали участь інженери британської компанії українського походження Duglas Alliance. У межах проєкту річку перекрили греблею висотою 46 метрів та довжиною 1130 метрів, яка включає центральну бетонну ділянку та прилягаючі до неї обабіч насипні дамби. Ця споруда утримує водосховище з площею поверхні 36 км2.
Пригреблевий машинний обладнали двома турбінами типу Каплан загальною потужністю 77,6 МВт, які забезпечують виробництво 294 млн кВт·год електроенергії на рік.
Видача продукції відбувається по ЛЕП, розрахованій на роботу під напругою 110 кВ.
Окрім виробництва електроенергії, комплекс забезпечує зрошення 4,8 тис. гектарів земель.